# Midara balbalasanga
Midara balbalasanga là một loài bướm đêm thuộc phân họ Arctiinae, họ Erebidae.